# Kölber Ernő
Kölber Ernő József János (Budapest, 1880. július 20. – 1929. november 9.) mérnök, MÁV-főfelügyelő.

## Életpályája
Az ifjú Kölber Ernő az egyetem elvégzése után Zielinski Szilárd műegyetemi tanár magánmérnöki irodájában kapott alkalmazást, később az ungvölgyi vasút építésében vett részt. 1904-től a műegyetem hídtanszékén kezdett el dolgozni tanársegédként.
A Magyar Királyi Államvasutak szolgálatába 1906-ban állt, majd a vállalat igazgatóságán az alépítményi osztály vezetője lett 1919-ben. Az átszervezések után 1922-től a hídosztály helyettes vezetőjévé nevezték ki.

## Mérnöki munkái
Számos kisebb-nagyobb vasúti híd tervezése mellett, legfontosabb munkája az 1900-as évek elejére meggyengült, többszörös rácsozású budapesti Összekötő vasúti híd helyettesítésére készített vonórudas, csonka szegmens alakú hídszerkezet terve. A tervei alapján épített kétvágányú vasúti hidat 1913. novemberében adták át a forgalomnak, a hídszerkezetet a második világháborúban a visszavonuló német csapatok felrobbantották.

## Szakmai művei
A Magyar Mérnök- és Építész Egylet Közlönyében megjelent, A budapesti összekötő vasúti Duna-híd átépítése (Budapest, 1917) című értekezését Hollán Ernő-díjjal tüntették ki.

## Családja
A jómódú pesti polgári Kölber családban született. Apja, Kölber János (1826-1904), kocsigyáros, anyja, Filinger Mária (1844-1928), volt. Apai nagyapja, Kölber Jakab (1787–1843) kocsigyáros, magyar ipari úttörő. Nagybátyja, pákai Kölber Fülöp (1816–1902) kocsigyáros, Ferenc József-rend lovagja, a „Kölber Testvérek” cég tulajdonosa, vezérigazgatója volt.